# 1. FSV Mayence 05
 (février 2017).
Si vous disposez d'ouvrages ou d'articles de référence ou si vous connaissez des sites web de qualité traitant du thème abordé ici, merci de compléter l'article en donnant les références utiles à sa vérifiabilité et en les liant à la section « Notes et références ».
Maillots
Actualités
Le 1. FSV Mayence 05, de son nom officiel 1. Fussball- und Sportverein Mainz 05 (abrégé en 1. FSV Mainz 05), est un club de football allemand fondé le 16 mars 1905 et basé à Mayence. 
Depuis 2009, le club évolue en Bundesliga. Le club a également une section handball et tennis de table.

## Histoire

### Débuts
Une équipe de football est formée durant l'été 1905 à Mayence, au début elle évolue sans nom officiel avant de prendre le nom de 1. Mainzer Fussballclub Hassia 1905. En 1906, le club est enregistré à la fédération de football d'Allemagne du Sud. En 1912, il fusionne avec le FC Hermania 07 pour former le 1. FC Hassia-Hermania 05, qui sera bientôt renommé 1. Fußballverein Mainz 05. Une autre fusion après la Première Guerre mondiale, en 1919, avec le  Sportverein 1908 Mainz , donne finalement le nom de  1. Mainzer Fußball- und Sportverein 05 .
Les 05 sont un club solide qui gagne plusieurs championnats régionaux de ligue dans la période d'entre deux guerres et se qualifie pour le premier tour des championnats nationaux en 1921, après avoir remporté la Kreisliga Hessen.

### L'ère Nazi
À la fin des années 1920 et au début des années 1930, le club  obtient des résultats corrects dans le  Gruppe Hessen , terminant dans  les premières places en 1932 et 1933. L'équipe mérite donc une place en Gauliga Südwest, une des seize nouvelles ligues de première division formées dans la réorganisation du football allemand sous le Troisième Reich. Mais ils ne réussissent qu'une seule saison à ce niveau avant d'être relégués, en raison du jeu de haute intensité qu'ils sont incapables de suivre. Karl Scherm marque dans 23 des 44 matchs avec Mainz au cours de sa dernière saison. En 1938, ils sont forcés de fusionner avec  Reichsbahn SV Mainz  et de jouer sous le nom de  Reichsbahn SV Mainz 05  jusqu'à la fin de la Seconde Guerre mondiale.

### Longue marche vers la Bundesliga

Logo jusqu'en 2016.

Après la guerre l'équipe rejoint les rangs supérieurs de la ligue en Oberliga Südwest, mais termine dans le milieu de tableau. Elle joue au premier rang du football allemand jusqu'à la fondation de la nouvelle ligue professionnelle, la Bundesliga en 1963 puis comme un club de seconde zone. Ils sont amateur dans les années 1970 et 90 à la suite d'une série de problèmes financiers.
Le club redevint professionnel avec sa promotion en 2e Bundesliga puis monte en Bundesliga pour une seule saison et fait l'ascenseur, avec Bodo Hertlein comme président avant de revenir finalement pour une durée prolongée en 2e Bundesliga. Au départ, ils sont des candidats de relégation perpétuels, luttant dur chaque saison pour éviter d'être relégués. Cependant, sous Wolfgang Frank, «Mainz» devient l'un des premiers clubs de football allemand à adopter la défense avec quatre joueurs, contrairement à la défense à cinq dont un libéro.
Mayence échoue lors de trois tentatives d'être promu en 2. Bundesliga en 1996-1997, 2001-02 et 2002-03, finissant à la quatrième place chaque fois. La dernière tentative ratée à cause d'un but encaissé lors du dernier match à la 93e minute prive le club de la montée. Un an plus tôt, elle devient la meilleure équipe non promu de 2e Bundesliga avec 64 points. La montée en Bundesliga se fera en 2003-2004 sous la direction de l'entraîneur Jürgen Klopp. L'équipe joue trois saisons en première division, mais est reléguée à la fin de la saison de 2006-2007. Mayence obtient le billet de retour vers la Bundesliga deux ans plus tard, après la saison 2008-2009.
Mayence participe également à la Coupe de l'UEFA 2005-2006 dès sa première saison de Bundesliga grâce au classement "Fair Play" tirage qui reconnaît le jeu positif, le respect pour son adversaire, Le comportement de la foule et des officiels de l'équipe, ainsi que les mises en garde et les licenciements. Après avoir battu le Mika FC et Keflavík ÍF lors des tours de qualification, Mayence perd contre le Séville FC 2-0 au premier tour.
Mayence égale le record du nombre de matchs gagnés d'affilée pour un promu en Bundesliga en remportant ses sept premiers matchs de la saison. Le club termine la saison 2011-2012 à la 5e place, ce qui le qualifie pour la Ligue Europa, qu'il quitte au troisième tour de qualification contre les roumains du Gaz Metan Mediaş. À la suite de la saison 2015/2016, où il termine 6e, il se qualifie pour la phase de poule de la Ligue Europa où il est éliminé.

## Sponsors et équipementiers depuis 1986
Le tableau suivant montre les sponsors du club depuis 1986. La date est également indiquée.
| Date        | Sponsor               | Branche                     |
| ----------- | --------------------- | --------------------------- |
| 1986–1988   | Warsteiner            | Brasserie                   |
| 1988–1990   | Abtei                 | Preparatif de vitamines     |
| 1990–1992   | Sat 1                 | Chaine TV                   |
| 1992–1996   | Mainzer Rhein-Zeitung | Journal Quotidien           |
| 1996–1997   | XXS                   | Médicament                  |
| 1997–2001   | Erdal                 | Produit pour chaussures     |
| 2001–2004   | Amadeus FiRe          | Services Personnels         |
| 2004–2009   | DBV-Winterthur        | Assurance                   |
| 2009–2015   | Entega                | Apprivoisonnement d'Énergie |
| depuis 2015 | Profine/Kömmerling    | Chimie, Matières Plastiques |

Voici les équipementiers du FSV Mainz 05 :
| Date        | Équipementier |
| ----------- | ------------- |
| 1986–1989   | Puma          |
| 1989–1992   | Adidas        |
| 1992–1997   | Lotto         |
| 1997–2001   | Umbro         |
| 2001–2008   | Lotto         |
| 2008–2015   | Nike          |
| 2015–2020   | Lotto         |
| 2020-2023   | Kappa         |
| depuis 2023 | Jako          |

## Bilan sportif

### Palmarès
| Compétitions nationales |
| --- |
| - 2. Bundesliga (0) : - Vice-champion : 2009 - Troisième : 2004 - Oberliga Südwest (2) - Champion : 1988, 1990 - Vice-champion : 1982 - Championnat d'Allemagne des amateurs (1) - Champion : 1982 |

### Bilan par saison
| Saison    | Division | Division | Division | Pts | J  | G  | N  | P  | Bp | Bc | Diff. | DFB-Pokal       |
| Saison    | I        | II       | III      | Pts | J  | G  | N  | P  | Bp | Bc | Diff. | DFB-Pokal       |
| --------- | -------- | -------- | -------- | --- | -- | -- | -- | -- | -- | -- | ----- | --------------- |
| 1999-2000 |          | 9e       |          | 46  | 34 | 11 | 12 | 11 | 41 | 42 | -1    | Quart de finale |
| 2000-2001 |          | 14e      |          | 40  | 34 | 10 | 10 | 14 | 37 | 45 | -8    | 16e de finale   |
| 2001-2002 |          | 4e       |          | 64  | 34 | 18 | 10 | 6  | 66 | 38 | +28   | 8e de finale    |
| 2002-2003 |          | 4e       |          | 65  | 34 | 19 | 5  | 10 | 64 | 39 | +25   | 32e de finale   |
| 2003-2004 |          | 3e       |          | 54  | 34 | 13 | 15 | 6  | 49 | 34 | +5    | 32e de finale   |
| 2004-2005 | 11e      |          |          | 43  | 34 | 12 | 7  | 15 | 50 | 55 | -5    | 16e de finale   |
| 2005-2006 | 11e      |          |          | 38  | 34 | 9  | 11 | 14 | 46 | 47 | -1    | Quart de finale |
| 2006-2007 | 16e      |          |          | 34  | 34 | 8  | 10 | 16 | 34 | 57 | -23   | 32e de finale   |
| 2007-2008 |          | 4e       |          | 58  | 34 | 16 | 10 | 8  | 62 | 36 | +26   | 16e de finale   |
| 2008-2009 |          | 2e       |          | 63  | 34 | 18 | 9  | 7  | 62 | 37 | +25   | Demi-finale     |
| 2009-2010 | 9e       |          |          | 47  | 34 | 12 | 11 | 11 | 36 | 42 | -6    | 32e de finale   |
| 2010-2011 | 5e       |          |          | 58  | 34 | 18 | 4  | 12 | 52 | 39 | +13   | 16e de finale   |
| 2011-2012 | 13e      |          |          | 39  | 34 | 9  | 12 | 13 | 47 | 51 | -4    | 8e de finale    |
| 2012-2013 | 13e      |          |          | 42  | 34 | 10 | 12 | 12 | 42 | 44 | -2    | Quart de finale |
| 2013-2014 | 7e       |          |          | 53  | 34 | 16 | 5  | 13 | 52 | 54 | -2    | 16e de finale   |
| 2014-2015 | 11e      |          |          | 40  | 34 | 9  | 13 | 12 | 45 | 47 | -2    | 32e de finale   |
| 2015-2016 | 6e       |          |          | 50  | 34 | 14 | 8  | 12 | 46 | 42 | +4    | 16e de finale   |
| 2016-2017 | 15e      |          |          | 37  | 34 | 10 | 7  | 17 | 44 | 55 | -11   | 16e de finale   |
| 2017-2018 | 14e      |          |          | 36  | 34 | 9  | 9  | 16 | 38 | 52 | -14   | Quart de finale |
| 2018-2019 | 12e      |          |          | 43  | 34 | 12 | 7  | 15 | 46 | 57 | -11   | Deuxième tour   |
| 2019-2020 | 13e      |          |          | 37  | 34 | 11 | 4  | 19 | 44 | 65 | -21   | Premier tour    |
| 2020-2021 | 12e      |          |          | 39  | 34 | 10 | 9  | 15 | 39 | 56 | -17   | Deuxième tour   |
| 2021-2022 | 8e       |          |          | 46  | 34 | 13 | 7  | 14 | 50 | 45 | +5    | 8e de finale    |
| 2022-2023 | 9e       |          |          | 46  | 34 | 12 | 10 | 12 | 54 | 55 | -1    | 8e de finale    |
| 2023-2024 | 13e      |          |          | 35  | 34 | 7  | 14 | 13 | 39 | 51 | -12   | Deuxième tour   |
| 2024-2025 | 6e       |          |          | 52  | 34 | 14 | 10 | 10 | 55 | 43 | +12   | 2e tour         |

### Bilan européen
Légende
- Victoire ou qualification pour le tour suivant
- Match nul
- Défaite ou élimination de la compétition

Note : dans les résultats ci-dessous, le score du club est toujours donné en premier.
| Saison    | Compétition      | Tour             | Club             | Domicile | Extérieur | Total             |
| --------- | ---------------- | ---------------- | ---------------- | -------- | --------- | ----------------- |
| 2005-2006 | Coupe UEFA       | Premier tour Q   | Mika FC          | 4 - 0    | 0 - 0     | 4 - 0             |
| 2005-2006 | Coupe UEFA       | Deuxième tour Q  | ÍBK Keflavík     | 2 - 0    | 2 - 0     | 4 - 0             |
| 2005-2006 | Coupe UEFA       | Premier tour     | Séville FC       | 0 - 0    | 0 - 2     | 0 - 2             |
| 2011-2012 | Ligue Europa     | Troisième tour Q | Gaz Metan Mediaș | 1 - 1    | 1 - 1 ap  | 2 - 2 (3 - 4 tab) |
| 2014-2015 | Ligue Europa     | Troisième tour Q | Astéras Trípolis | 1 - 0    | 1 - 3     | 2 - 3             |
| 2016-2017 | Ligue Europa     | Groupe C         | RSC Anderlecht   | 1 - 1    | 1 - 3     | Troisième         |
| 2016-2017 | Ligue Europa     | Groupe C         | AS Saint-Étienne | 1 - 1    | 0 - 0     | Troisième         |
| 2016-2017 | Ligue Europa     | Groupe C         | Qabala FK        | 2 - 0    | 3 - 2     | Troisième         |
| 2025-2026 | Ligue Conférence | Barrages Q       |                  | -        | -         | -                 |

## Joueurs et personnalités du club

### Effectif professionnel actuel
Le premier tableau liste l'effectif professionnel du FSV Mayence pour la saison 2025-2026. Le second recense les prêts effectués par le club lors de cette même saison.
En grisé, les sélections de joueurs internationaux chez les jeunes mais n'ayant jamais été appelés aux échelons supérieurs une fois l'âge-limite dépassé ou les joueurs ayant pris leur retraite internationale.

### Entraîneurs
- Tibor Hesser  1926/1927
- Atwood 1928/1929
- Julius Etz  1929/1930
- Paul Oßwald  1933/1934
- Clemens Weilbächer  1936/1937
- Helmut Schneider  1946–1948
- Albert Heitz  1948–1950
- Berno Wischmann  1950–10/1950
- Hans Geiger  10/1950–1952
- Georg Bayerer  1952/1953
- Emil Izsó  1953–12/1954
- Gerd Higi  1/1955–1957
- Josef Kretschmann 1957–1959
- Heinz Baas  1959–1966
- Horst Zaro 1966–11/1966
- Walter Sonnenberger 12/1966–1967
- Erich Bäumler 1967/1968
- Karl-Heinz Wettig 1968/1969
- Erich Gehbauer 1969–1971
- Bernd Hoss 1971–1974
- Uwe Klimaschefski  1974–9/1974
- Gerd Menne  10/1974–12/1975
- Horst Hülß  1/1976–1980
- Herbert Dörenberg  1980–3/1983
- Lothar Emmerich  3/1983–1984
- Horst-Dieter Strich  1984–1988
- Horst Hülß  1988–2/1989
- Robert Jung  2/1989–1992
- Josip Kuže 1992–10/1994
- Hermann Hummels 10/1994–4/1995
- Horst Franz 4/1995–9/1995
- Wolfgang Frank 9/1995–3/1997
- Reinhard Saftig 3/1997–8/1997
- Didi Constantini  9/1997–4/1998
- Wolfgang Frank  4/1998–4/2000
- Dirk Karkuth  4/2000–6/2000
- René Vandereycken  6/2000–11/2000
- Eckhard Krautzun  11/2000–2/2001
- Jürgen Klopp  2/2001–6/2008
- Jørn Andersen  7/2008–8/2009
- Thomas Tuchel  8/2009–5/2014
- Kasper Hjulmand  7/2014–2/2015
- Martin Schmidt  2/2015-5/2017
- Sandro Schwarz 5/2017–11/2019
- Achim Beierlorzer  11/2019- 9/2020
- Jan-Moritz Lichte (interim) 9/2020-12/2020
- Bo Svensson 01/2021-11/2023
- Jan Siewert 11/2023-2/2024
- Bo Henriksen 2/2024-

### Joueurs emblématiques
- Stefan Bell
- Niko Bungert
- Jonathan Burkardt
- Manuel Friedrich
- Lewis Holtby
- Jan Kirchhoff
- Jürgen Klopp
- Dominik Kohr
- Danny Latza
- Levin Öztunali
- André Schürrle
- Michael Thurk
- Dimo Wache
- Robin Zentner
- Pablo de Blasis
- Julian Baumgartlinger
- Andreas Ivanschitz
- Karim Onisiwo
- Elkin Soto
- Mohamed Zidan
- Aarón Martín
- Ádám Szalai
- Yoshinori Muto
- Shinji Okazaki
- Cha Du-ri
- Lee Jae-sung
- Park Joo-ho
- Leandro Barreiro
- Nikolce Noveski
- Jean-Paul Boëtius
- Alexandru Maxim
- Moussa Niakhaté
- Robin Quaison
- Fabian Frei
- Blaise Nkufo
- Silvan Widmer
- Yunus Mallı

## Infrastructures

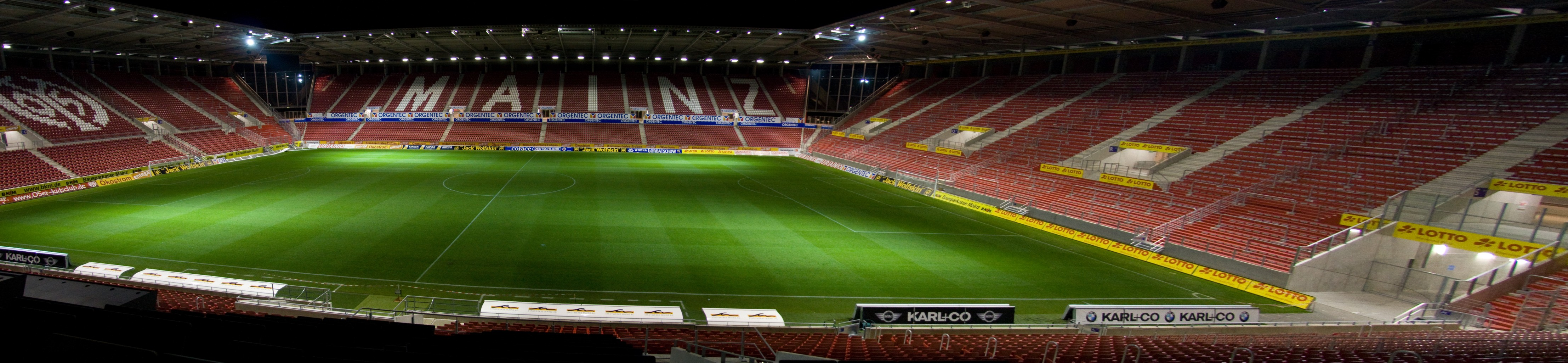
Photo de la Coface Arena, en 2011

### Stade
De 1937 à 2011, le 1. FSV Mainz 05 évoluait dans le Stadion am Bruchweg.
Depuis 2011, la Coface Arena, dont la construction a débuté le 5 mai 2009 à Mayence, héberge les matchs à domicile des Nullfünfer. Les droits de Parrainage (naming) sont détenus de la fin de la saison 2015-2016 par Opel qui en juillet 2016 a renommé le stade Opel Arena jusqu'en 2021.
Depuis le 1er juillet 2021 le stade est nommé Mewa Arena, le contrat dure jusqu'en 2026.